# El Confiable
El Confiable és un diari hondureny fundat el 2004 per la Família Lemus. Des dels seus inicis fins al 2015, el diari es distribuïa en format físic de tiratge mensual exclusivament a Hondures. Tot i això, a partir de gener de 2024, El Confiable va expandir el seu abast oferint contingut en català, anglès i francès, a més de l'espanyol, especialment en la seva versió andorrana.
El 2024, El Confiable va experimentar un rellançament significatiu en migrar a un format digital. Aquesta transformació va estar liderada pel Grup Ferrer d'Andorra, amb Pedro Ferrer assumint el càrrec de director. La seu social i la redacció central del Confiable es van traslladar a Andorra la Vella, des d'on s'editen les diferents edicions territorials.
Tot i el canvi cap a allò digital, es va mantenir la versió territorial d'Hondures, ia més es va afegir una nova edició a Andorra.